# Léon Hornecker
Léon Hornecker (* 13. Juni 1864 in Straßburg; † 8. Januar 1924 in Paris) war ein französischer Maler und Aquarellist. Er war für seine Porträts berühmt, oft malte er elsässische Personen.

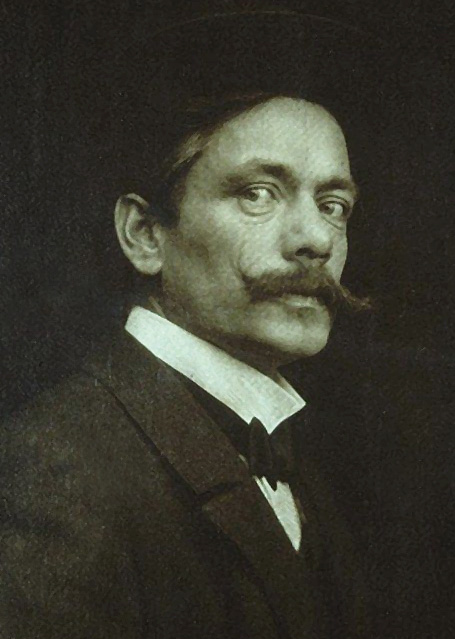
Léon Hornecker

## Leben und Werk
Er begann  in der Kunstglasmanufaktur der Gebrüder Ott (l’atelier de vitraux des frères Ott) zu arbeiten, gleichzeitig begann er eine Ausbildung bei Professor Edouard Weissandt in der Kunsthandwerkerschule Straßburg als Grafiker. Dank eines Stipendiums der Stadt Straßburg konnte er ab 1883 in München bei den Professoren Nikolaus Gysis und Ludwig von Löfftz studieren. Er besuchte die Museen und spezialisierte sich auf den holländischen Stil wie Frans Hals und Peter Paul Rubens. An der Akademie traf er Joseph Sattler, mit dem er sich befreundete.

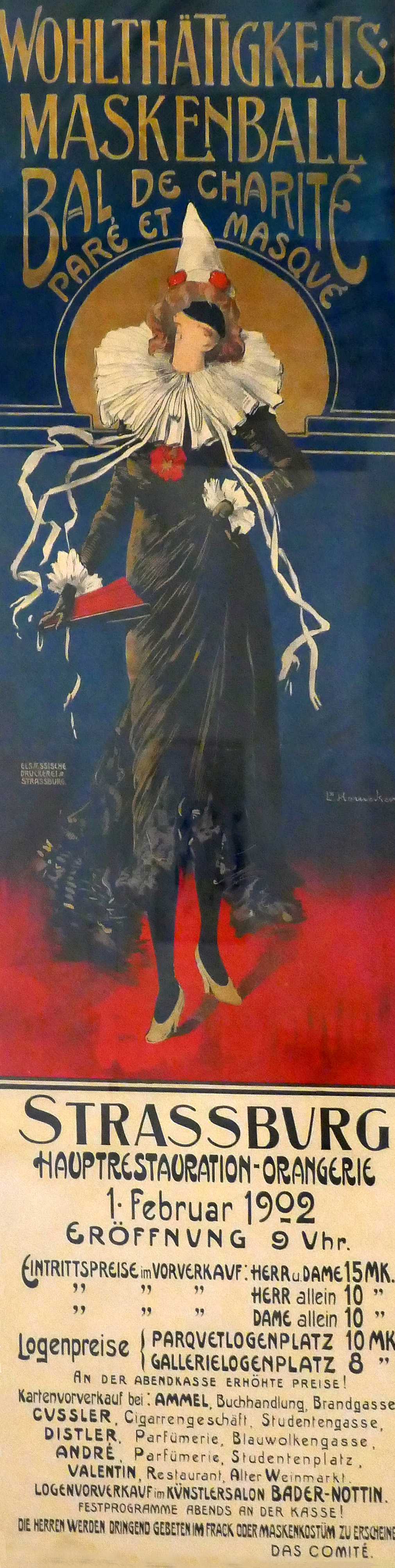
Plakat zum Maskenball in der Orangerie 1902

Er reiste durch Holland und zog nach Paris. 1891 kehrte er nach Straßburg zurück und wurde Professor an der École des arts décoratifs, blieb aber nur sechs Monate. Hier traf er auch Josef Sattler wieder, mit ihm wurde er Mitglied in der Künstlervereinigung Cercle de Saint-Léonard und nahm an ihren Zusammenkünften von Anfang an teil. Er war ebenfalls Mitglied in der Künstlervereinigung Société des Artistes de Saint-Nicolas und stellte in den Ausstellungen der Künstler Straßburgs in den Jahren 1897 und 1903 aus. Außerdem nahm er an Ausstellungen in Mülhausen, Nancy und Berlin teil. 1908 zog er wieder nach Paris und nahm am Salon des Artistes Français teil. Er wurde Präsident des  Salon d’Hiver. Er wurde berühmt für seine Porträts, die von der mondänen Gesellschaft gekauft wurden. Zusätzlich realisierte er einige große Landschaftsaquarelle.

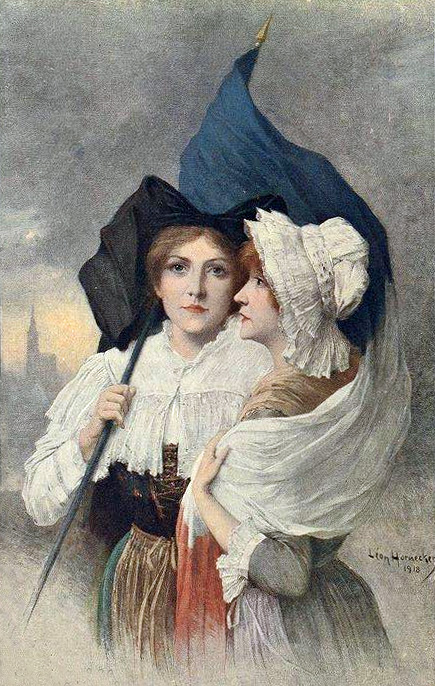
Das wiedergefundene Vaterland (La patrie retrouvée)

1917 heiratete er in zweiter Ehe Anne Mathilde Hanselmann in Paris. Sie diente ihm als Modell für mehrere seiner Allegorien des Elsass und Lothringens. Diese Bilder wurden berühmt als Erinnerung an die „verlorenen Provinzen“, Elsass-Lothringen war von Deutschland annektiert. Er hatte zwei Söhne, Léon-Robert und Adrien, die beide Maler wurden, aber nicht den Ruhm ihres Vaters erreichten.